# Tristychius
Tristychius is een monotypisch geslacht van uitgestorven haaien die leefden van het Vroeg-Carboon tot het Laat-Krijt.

## Kenmerken
Tristychius arcuatus werd ongeveer zestig centimeter lang. De haai had een paar grote stekels aan de basis van elke rugvin. De borst- en buikvinnen hadden een smalle basis en waren daardoor heel flexibel. De bovenste staartlob was aanzienlijk groter dan de onderste.

## Vondsten
Vondsten zijn bekend uit Europa, met name Schotland.